# Heterandria dirempta
Heterandria dirempta är en fiskart som beskrevs av Rosen, 1979. Heterandria dirempta ingår i släktet Heterandria och familjen Poeciliidae. Inga underarter finns listade i Catalogue of Life.